# Эгертон, Томас, 2-й граф Уилтон
Томас Эгертон, 2-й граф Уилтон (англ. Томас Эгертон, 2-й граф Уилтон; 30 декабря 1799 — 7 марта 1882) — британский дворянин и консервативный политик. Он бы известен как Томас Гровенор с 1799 по 1814 год. Занимал пост лорда-стюарда в первом правительстве сэра Роберта Пиля в 1835 году.

## Происхождение
Родился 30 декабря 1799 года. Второй сын Роберта Гросвенора, 1-го маркиза Вестминстера (1767—1845), и его жены леди Элеоноры Эгертон (1770—1846), дочери Томаса Эгертона, 1-го графа Уилтона (1749—1814). Его братья — Ричард Гровенор, 2-й маркиз Вестминстер, и Роберт Гросвенор, 1-й барон Эбери.
23 сентября 1814 года 14-летний Томас Гровенор-Эгертон унаследовал графство Уилтон после смерти своего деда по материнской линии. В 1821 году он принял фамилию Эгертон вместо Гровенор. Он также унаследовал Хитон-Парк через своего деда по материнской линии.

## Политическая карьера
Лорд Уилтон занял свое место в Палате лордов в возрасте 21 года в 1820 году. В январе 1835 года он был назначен лордом-стюардом в правительстве тори под руководством премьер-министра сэра Роберта Пиля, а в феврале следующего года он был принят в Тайный совет Великобритании . Но в апреле 1832 года после отставки правительства Роберта Пиля лорд Уилтон лишился своего поста.

## Увлечения
Лорд Уилтон также был опытным наездником, в 1827 году он основал скачки в Хитон-Парке.
Он также интересовался яхтингом и был одним из основателей Королевского яхт-клуба Мерси в 1844 году. Он был коммодором Королевской яхтенной эскадрильи с 1849 по 1881 год.
Лорд Уилтон был введен в Зал славы Кубка Америки в 2001 году на церемонии в Королевской яхтенной эскадрилье во время юбилея Кубка Америки.
Лорд Уилтон также был композитором. Он сочинил гимн «Хвалите Господа, все язычники», гимн «Гимн Эроту», а также несколько других вокальных композиций.

## Семья
Лорд Уилтон был дважды женат. 29 ноября 1821 года он женился первым браком на леди Мэри Стэнли (1801 — 16 декабря 1858), дочери Эдварда Смита-Стэнли, 12-го графа Дерби, и Элизабет Фаррен. У супругов было одиннадцать детей:
- Леди Элеонора Эгертон (1823—1824)
- Томас Эгертон, виконт Грей де Уилтон (1825—1830)
- Леди Мэри Эгертон (1827—1838)
- Леди Маргарет Эгертон (1830—1831)
- Артур Эгертон, виконт Грей де Уилтон (1831—1831)
- Леди Элизабет Эгертон (1832 — 14 марта 1892). В 1853 году вышла замуж за Дадли Фицджеральда-де Роса, 24-го барона де Роса.
- Артур Эгертон, 3-й граф Уилтон (25 ноября 1833 — 18 января 1885), третий сын и преемник отца.
- Леди Кэтрин Грей Эгертон (1835 −28 января 1920). Замужем за достопочтенным Генри Джоном Куком (1827—1916), сын Томаса Кука, 1-го графа Лестера[2].
- Леди Эмили Эгертон (1837—1839)
- Сеймур Эгертон, 4-й граф Уилтон (20 января 1839 — 3 января 1898). Женат на Лоре Кэролайн, дочери Уильяма Рассела. Они были родителями Артура Эгертона, 5-го графа Уилтона.
- Леди Элис Магдалина Грей Эгертон (1848 — 21 декабря 1925). Вышла замуж за сэра Генри де Во, 5-го баронета.

Лорд Уилтон женился во второй раз 12 сентября 1863 года на Изабелле Смит (? — 23 января 1916), дочери майора Элтона Смита. Детей у них не было.
Лорд Уилтон умер в марте 1883 года в возрасте 82 лет, и ему наследовал его третий сын Артур.